# Piotr Kosiba
Piotr Kosiba – polski biolog, dr hab. nauk biologicznych, adiunkt Katedry Ekologii, Biogeochemii i Ochrony Środowiska Wydziału Nauk Biologicznych Uniwersytetu Wrocławskiego.

## Życiorys
Obronił pracę doktorską, 24 września 2015 habilitował się na podstawie pracy zatytułowanej Modele ekologiczne reakcji wybranych gatunków mchów endohydrycznych na oddziaływanie zanieczyszczeń przemysłowych. Badania bioindykacyjne i populacyjne. Jest zatrudniony na stanowisku adiunkta w Katedrze Ekologii, Biogeochemii i Ochrony Środowiska na Wydziale Nauk Biologicznych Uniwersytetu Wrocławskiego.